# 沃森海崖 (瑪麗皇后地)
沃森海崖（英語：Watson Bluff），是南極洲的海崖，位於瑪麗皇后地，處於大衞島東端，海拔高度225米，由澳大拉西亞探險隊發現，以地質學家命名，現時由南極條約體系管理。